# Ahlener SG
Die Ahlener SG (Ahlener Sportgemeinschaft, ASG) ist mit über 2.000 aktiven Sportlern einer der größten Sportvereine im Kreis Warendorf (Münsterland). Die größte Sportart des Vereins ist der Handball mit über 25 Mannschaften im Breiten- und Leistungsbereich. Daneben betreibt die Ahlener SG Abteilungen im Fußball, Wassersport, Volleyball, Tischtennis und Fitness.
Die Ahlener SG ist 1993 aus der Fusion der Vorgänger-Vereine Ahlener SV und HSG hervorgegangener Sportverein in Ahlen und war mit seiner Handball-Abteilung lange in der 2. Handball-Bundesliga vertreten.

## Geschichte
Nach langjährigen Bemühungen verschiedener Vereine, die heimischen Sportangebote zu konzentrieren, wurde die Ahlener SG am 24. Mai 1993 als Fusion aus der Ahlener Sportvereinigung (ASV) und der Handballsportgemeinschaft (HSG) gegründet. Die beiden Gründungsvereine blickten auf eine jeweils 20-jährige Geschichte zurück und waren ursprünglich ebenfalls aus Vereinszusammenschlüssen entstanden. Ziel des Zusammenschlusses war es, die regionalen Kräfte insbesondere in der Sportart Handball zu bündeln. Das Konzept ging mit dem Aufstieg in die 2. Handball-Bundesliga 1999 auf. Seither war die Ahlener SG ununterbrochen in der zweithöchsten Handballliga vertreten.

## Abteilungen

### Handball (Ahlener SG)
Die Handballer der Ahlener SG laufen ab der Saison 2025/26 wieder unter ihrem ursprünglichen Namen Ahlener SG auf, nachdem der Verein der Landesleistungsstützpunkt Münsterland aberkannt wurde. Die Jugendmannschaften der Ahlener SG kooperieren für eine bessere Vernetzung mit dem ASV Hamm-Westfalen und laufen mit dem Namen JSG Westfalen (Jugendspielgemeinschaft) auf.

#### Profi-Bereich – 3. Liga
Die 1. Männermannschaft des HLZ Ahlener SG spielt in der Saison 2025/26 in der 3. Liga Nord-West. Der Profibereich ist wirtschaftlich aus dem Verein ausgegliedert und firmiert unter der HLZ Ahlen GmbH. Trainiert wird die Mannschaft seit dem 1. Juli 2025 von Jakob Schwabe.

##### Der Kader der Saison 2025/26
| Nummer | Name                | Position | Geburtsdatum | Größe  | Nat.        | seit | vorheriger Verein       |
| 2      | Marvin Michalczik   | RM       | 07.07.1995   | 1,90 m | Deutschland | 1995 | eigene Jugend           |
| 4      | Elian Brill         | RA       | 03.06.2004   |        | Deutschland | 2024 | VfL Gummersbach II      |
| 6      | Nico Horn           | RA       | 13.05.1997   | 1,85 m | Deutschland | 2013 | eigene Jugend           |
| 13     | Florian Danker      | KM       | 13.03.2004   |        | Deutschland | 2025 | JSG LIT (A-Jugend)      |
| 19     | Shawn Pauly         | RR       | 28.01.1999   | 1,90 m | Deutschland | 2022 | TSG Altenhagen/Heepen   |
| 22     | Benedikt Bayer      | LA       | 05.07.1994   | 1,86 m | Deutschland | 2019 | HSG Freiberg            |
| 23     | David Wiencek       | RM       | 02.02.1993   |        | Deutschland | 2024 | TV Emsdetten            |
| 24     | Fiete Austermann    | RM       | 24.07.2001   |        | Deutschland | 2024 | eigene U23              |
| 25     | Joris Lehmann       | RL       | 15.08.2005   |        | Deutschland | 2025 | HSG Krefeld-Niederrhein |
| 33     | Jan Weiß            | KM       | 28.01.2005   |        | Deutschland | 2025 | TUSEM Essen             |
| 44     | Till Werner         | LA       |              |        | Deutschland | 2025 | SC DHfK Leipzig U23     |
| 66     | Til-Colin Schmidt   | RM       | 29.05.2002   | 1,90 m | Deutschland | 2015 | eigene Jugend           |
| 77     | Jan Holtmann        | LA       | 16.07.2003   | 1,86 m | Deutschland | 2016 | eigene Jugend           |
| 87     | Philipp Dommermuth  | KM       | 16.03.1993   | 1,96 m | Deutschland | 2024 | SGSH Dragons            |
| 99     | Maximilian Nowatzki | RR       | 06.09.1999   |        | Deutschland | 2025 | TSG A-H Bielefeld       |

##### Trainer- und Betreuerstab in der Saison 2023/24
| Name            | Funktion         | Nat.        |
| Trainerstab     | Trainerstab      |             |
| --------------- | ---------------- | ----------- |
| Jakob Schwabe   | Cheftrainer      | Deutschland |
| Jan Anton       | Co-Trainer       | Deutschland |
| Jan Anton       | Team-Manager     | Deutschland |
| Werner Salewsky | Athletik-Trainer | Deutschland |
| Dennis Kreul    | Physiotherapeut  | Deutschland |
| Niklas Rahmati  | Hallensprecher   | Deutschland |

#### U23-Youngsters – Verbandsliga Westfalen
Die 2. Herrenmannschaft der Ahlener SG spielt in der Saison 2025/2026 in der Verbandsliga Westfalen. Die Mannschaft gilt laut Vereinsangaben als Unterbau der 3. Liga-Mannschaft und Bindeglied zwischen Jugend- und Seniorenbereich.

#### Jugend-Leistungsstützpunkt Ahlen
Die Ahlener SG war bis Mitte 2025 offizieller Leistungsstützpunkt des Landessportbund-NRW und des Westdeutschen Handballverbands.
„Landesstützpunkte (LSP) sind die von den Landesfachverbänden vorgeschlagenen und von Landessportbund NRW und der Landesregierung des Landes Nordrhein-Westfalen gemeinsam anerkannten Trainingseinrichtungen der Landesfachverbände, in denen ein qualitativ hochwertiges, vereinsübergreifendes Training für Landeskader im Einzugsgebiet eines leistungsstarken Vereins, oder mehrerer leistungsstarker Vereine, regelmäßig und dauerhaft stattfindet.“
Im Leistungsstützpunkt Ahlen wurden unter anderem folgende aktuellen deutschen National- und/oder Bundesligaspieler ausgebildet:
- Marian Michalczik
- Alicia Stolle
- Marie Michalczik
- Lukas Kister
- Nele Wenzel
- Philipp Vorlicek

#### Breitensport
Das HLZ Ahlener SG verfügt in der Saison 2022/2023 über 25 Mannschaften.
- 4 Herren Teams
- 2 Damen Teams
- 8 männliche Jugend-Teams
- 8 weibliche Jugend-Teams
- 1 Mini-Team
- 1 Bambini-Team
- 1 Team-Inklusiv

##### Geschichte des Handballs in Ahlen
Die Handball-Abteilung spielte als Aushängeschild des Vereins mit der Männermannschaft seit 1999 ununterbrochen in der 2. Handball-Bundesliga. Daneben spielen weitere Herren-Mannschaften in der Landesliga, der Kreisliga und drei Mannschaften in zwei verschiedenen Staffeln der Kreisklasse. Die erste Mannschaft der Damen spielt in der Landesliga, die zweite in der Bezirksliga. Im Jugendbereich stellt die ASG sowohl für Jungen wie für Mädchen bis zu zwei Mannschaften in allen Altersklassen. Die Handballabteilung zählt zu den größten Abteilungen in ganz Deutschland.
Am 16. Oktober 2009 gaben die Ahlener SG und der ASV Hamm 04/69 Handball bekannt, eine Spielgemeinschaft bilden zu wollen. Diese trat nach dem erfolgten Aufstieg des Zweitliga-Meisters ASV Hamm ab der Saison 2010/2011 unter dem Namen HSG Ahlen-Hamm in der höchsten deutschen Spielklasse an. Nach dem Abstieg der HSG und finanziellen Problemen wurde die Spielgemeinschaft wieder nach einer Saison aufgelöst. Während der ASV Hamm die Lizenz der HSG für die 2. Liga übernahm, spielte die Ahlener SG in der Saison 2011/12 in der 3. Liga mit der Spielberechtigung der HSG-Youngsters (2. Mannschaft), die sie bereits innehatte. Ab der Saison 2012/13 spielte das Team nun in der Handball-Oberliga Westfalen. Die Zusammenarbeit im Jugendbereich zwischen Ahlen und Hamm wurde zur Saison 2012/13 ebenfalls komplett aufgelöst. Über 20 Jugendteams aus dem weiblichen und männlichen Bereich spielen seither unter dem Namen JSG HLZ Ahlen, kurz HLZ Ahlen. Im März 2013 wurde zudem der Landesleistungsstützpunkt Münsterland eröffnet. Mit einer neuen Trainingshalle, inkl. Konferenz- und Kraftraum, bietet der Verein nun erstklassige Möglichkeiten für die Ausbildung und Förderung junger Spieler. Auch im schulischen Bereich bestehen mehrere Kooperationen mit Ahlener Schulen. Der Herrenmannschaft gelang 2016 die Rückkehr in die 3. Liga. In der Saison 2018/19 belegte die Mannschaft den 10. Platz. Die beiden Corona-Spielzeiten 2019/20 und 2020/21 wurden nicht beendet. Zur Saison 2021/22 übernahm Frederik Neuhaus das Traineramt. Die Saison 2021/22 wurde in der 3. Liga Staffel B auf Platz sechs beendet. In der Saison 2022/23 spielt die Ahlener SG in der 3. Liga West.

### Fußball
Die Fußball-Abteilung stellt zwei Herrenmannschaften und im Jugendbereich der Jungen in allen Altersklassen bis zu vier Mannschaften. Die erste Mannschaft tritt in der Saison 2023/24 in der neuntklassigen Kreisliga A Beckum an.
Nach der Fusion im Jahre 1993 übernahm die Ahlerner SG den Platz des Ahlener SV in der Landesliga. Dort wurden die Ahlener 1994 Dritter und sechs Jahre später Vizemeister hinter der DJK Wiedenbrück. Im Jahre 2002 konnte die Klasse erst nach einem 2:1-Sieg im Entscheidungsspiel gegen den SV Thülen gehalten werden, bevor die Mannschaft zwei Jahre später mit nur einem gewonnenen Punkt in die Bezirksliga abstieg. Dort wurden die Ahlener in die Kreisliga A durchgereicht. Im Jahre 2009 gelang der Wiederaufstieg in die Bezirksliga, ehe vier Jahre später der erneute Abstieg in die Kreisliga A folgte. 2019 stiegen die ASG-Fußballer in die Kreisliga B ab.
Seit September 2004 bot die Ahlener SG als erster und einziger Ahlener Sportverein auch Mädchen und Frauen die Möglichkeit, diese Sportart zu betreiben. Im Herbst 2008 beendete das gesamte Trainerteam die Zusammenarbeit mit der Ahlener SG und wechselte geschlossen zu Rot Weiss Ahlen.

### Wassersport
Die Wassersportabteilung hält von der Ausbildung von Frühschwimmern über den Breitensport für Kinder und Jugendliche bis hin zum Wettkampfsport ein breites Angebot für alle Leistungsbereiche vor. Die größten Erfolge der Wettkampfmannschaft der Jugendlichen waren bisher acht Meistertitel bei den ostwestfälischen Kurzbahnmeisterschaften im Oktober 1997. Bei den Erwachsenen konnte Jessica Starke 1998 den Deutschen Meistertitel über 50 m Brust erschwimmen, den sie 1999 erfolgreich verteidigte. Jährlich – 2008 zum 23. Mal – richtet die Wassersportabteilung der ASG das Heinz-Lenfert-Pokalschwimmen, ein zweitägiges Schwimmfest mit Rahmenprogramm und Zeltübernachtung auf dem Gelände des Ahlener Freibads, aus.
2015 stieg die erste Herren-Mannschaft bei den Deutschen Mannschaftsmeisterschaften (DMS) in die 2. Bundesliga auf, 2016 sicherte man sich dort in der Staffel West mit dem achten Platz den Klassenerhalt.

### Volleyball
Die Volleyball-Abteilung stellt je eine Frauen-, Männer-, weibliche A-Jugend- und weibliche B-Jugend-Mannschaft. Die Frauen, die U 18-Mädchen wie die Männer spielen in der Saison 2008/09 in der Bezirksklasse.

### Tischtennis
In der Saison 2012/13 treten zwei Herren-, eine Jugend- und eine B-Schüler-Mannschaft für die Ahlener SG an. Die erste Herren-Mannschaft spielt in der 1. Kreisklasse B (Kreis Südmünsterland).

### Fitness
In der Fitness-Abteilung versammelt sich ein breit gefächertes Angebot für jede Altersklasse angefangen vom Mutter/Vater-Kind-Turnen über Kinderturnen, Bodyshaping, Step-Aerobic bis hin zur Senioren-Fitness findet sich für jede Altersgruppe ein geeignetes Bewegungsangebot.